# Tetraferroplatino
Il tetraferroplatino è un minerale riconosciuto dall'Associazione Mineralogica Internazionale (IMA) nel 1974. È composto da ferro e platino con piccole quantità di iridio e renio al posto del platino e rame, nichel al posto del ferro. Il minerale è stato ridefinito in base a campioni provenienti da Mooihoek nel Transvaal in Sudafrica. Probabilmente corrisponde al ferroplatinum e al tetragonal ferroplatinum.

## Morfologia
Il tetraferroplatino è stato scoperto nei bordi dei campioni di leghe di ferro-platino.

## Origine e giacitura
Il tetraferroplatino è stato scoperto nella dunite con inclusioni di geversite, irarsite e sperrylite ricca di antimonio.